# Liouvilles lambda-funktion
Liouvilles λ-funktion, betecknad λ(n) och namngiven efter Joseph Liouville, är en viktig aritmetisk funktion inom talteorin.
Om n är ett positivt heltal definieras λ(n) som:
λ(n) = (-1)Ω(n),
där Ω(n) är antalet primfaktorer till n räknade med multiplicitet.
λ är komplett multiplikativ eftersom Ω(n) är komplett additiv. Vi har att Ω(1)=0 och därför att λ(1)=1. Liouville-funktionen satisfierar följande likhet:
{\displaystyle \sum _{d|n}\lambda (d)={\begin{cases}1&{\text{om }}n{\text{ n är en kvadrat}}\\0&{\text{annars.}}\end{cases}}}

## Genererande funktioner
Dirichletserien vars koeficcienter är λ(n) ges av
{\displaystyle {\frac {\zeta (2s)}{\zeta (s)}}=\sum _{n=1}^{\infty }{\frac {\lambda (n)}{n^{s}}}}
där ζ(s) är Riemanns zetafunktion.
Lambertserien vars koeficcienter är λ(n) ges av
{\displaystyle \sum _{n=1}^{\infty }{\frac {\lambda (n)q^{n}}{1-q^{n}}}=\sum _{n=1}^{\infty }q^{n^{2}}={\frac {1}{2}}\left(\vartheta _{3}(q)-1\right)}
där {\displaystyle \vartheta _{3}(q)} är Jacobis thetafunktion.